# Tarczownica bruzdkowana

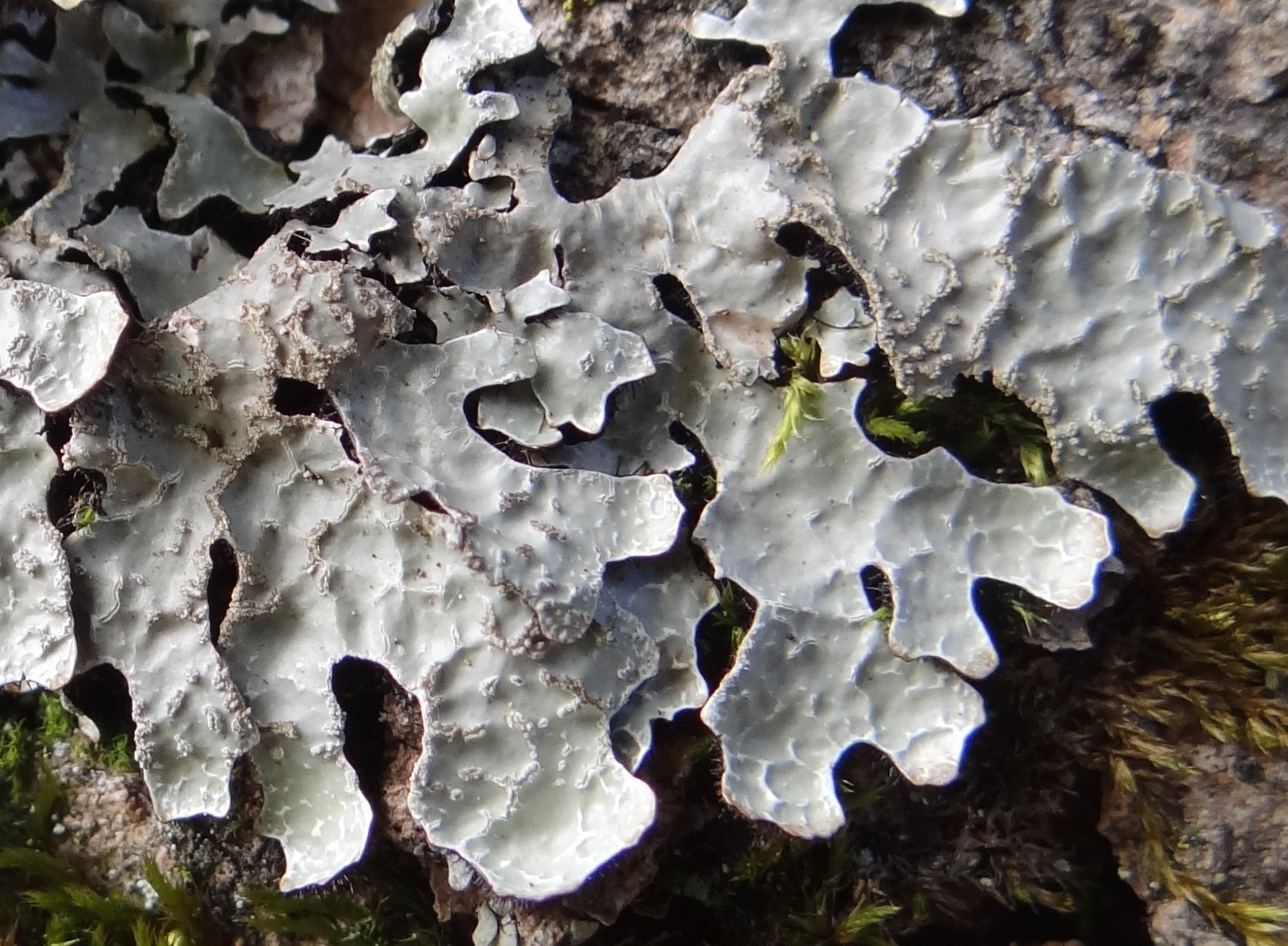

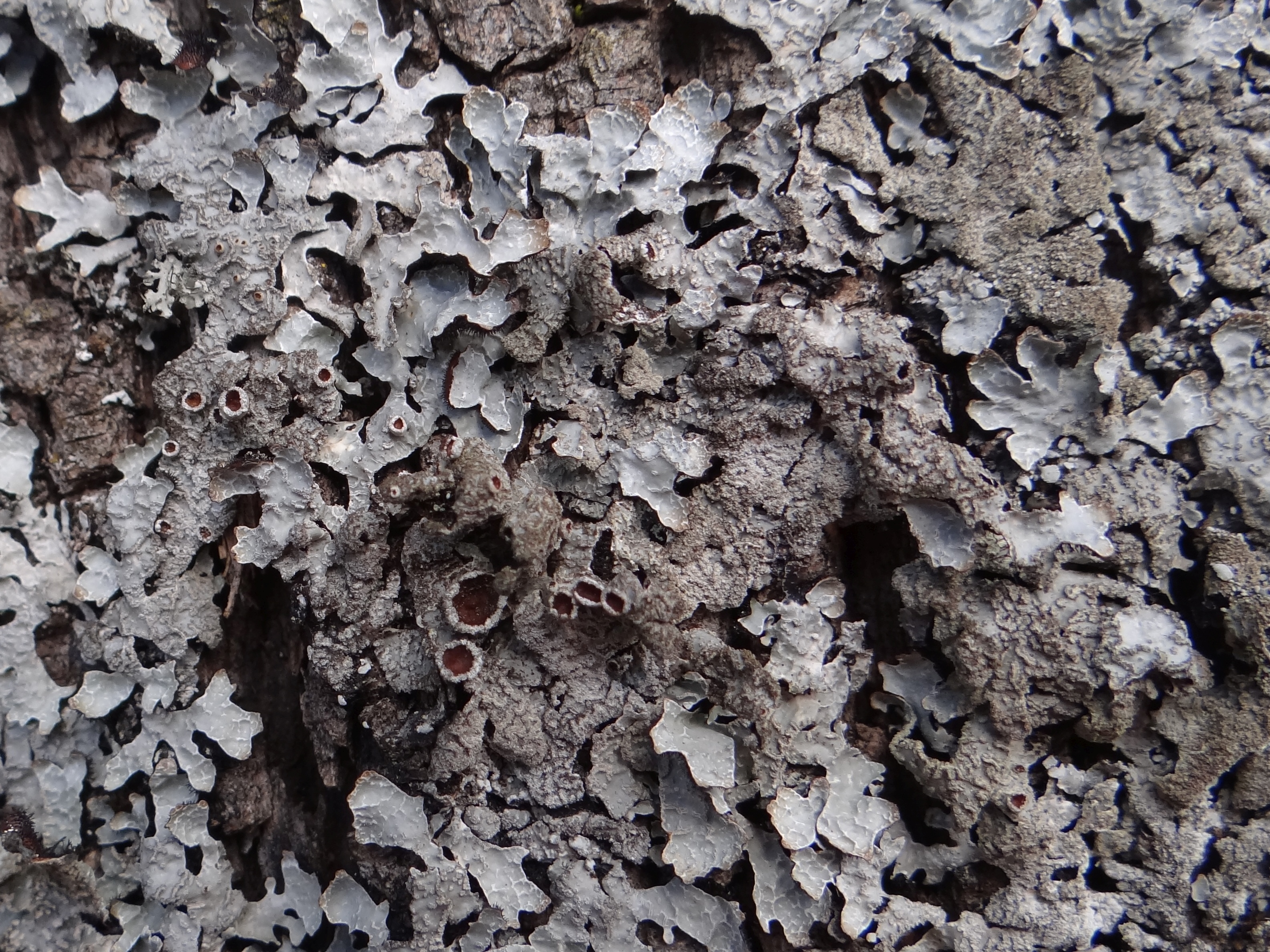
Plecha z owocnikami

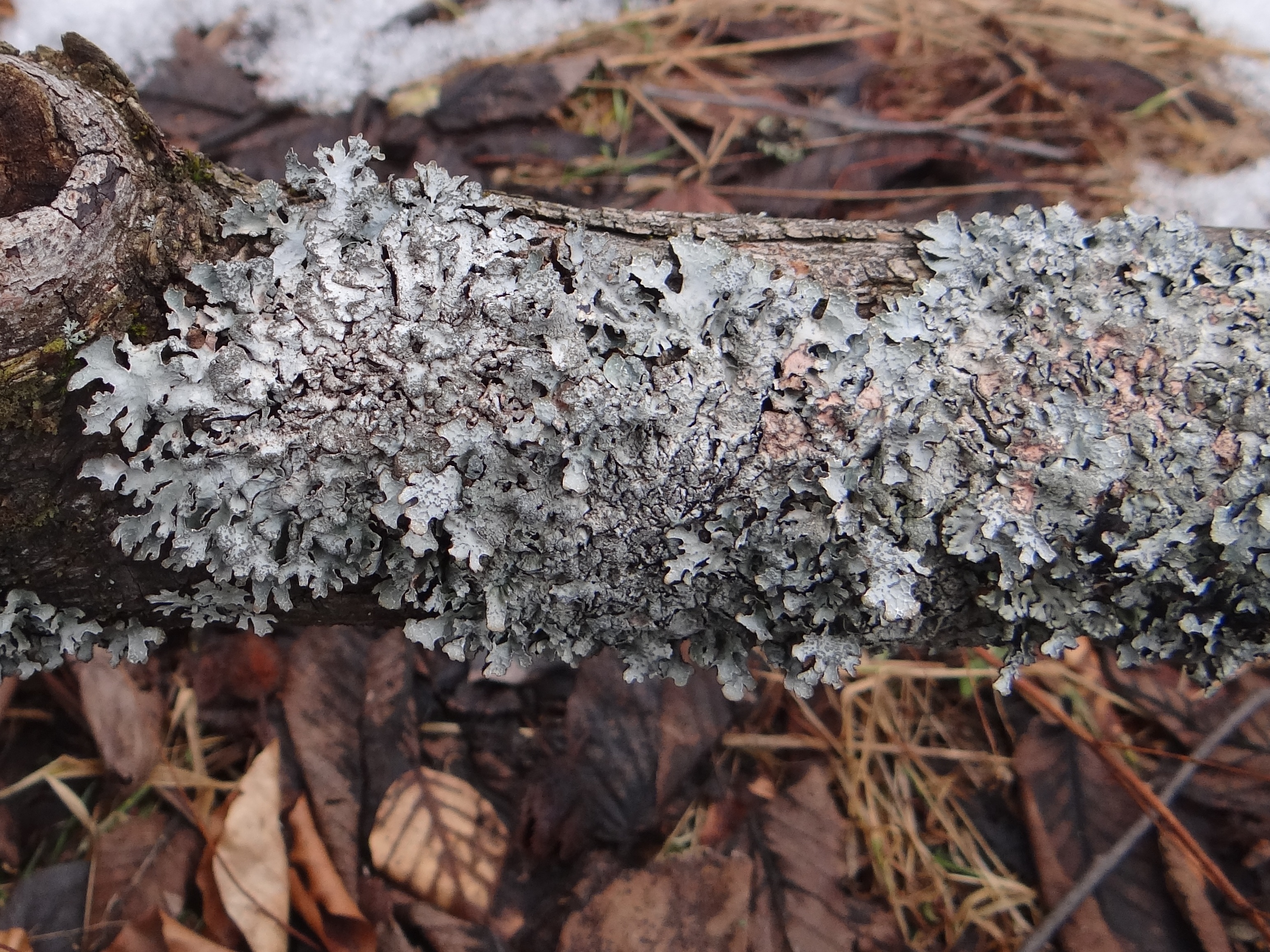

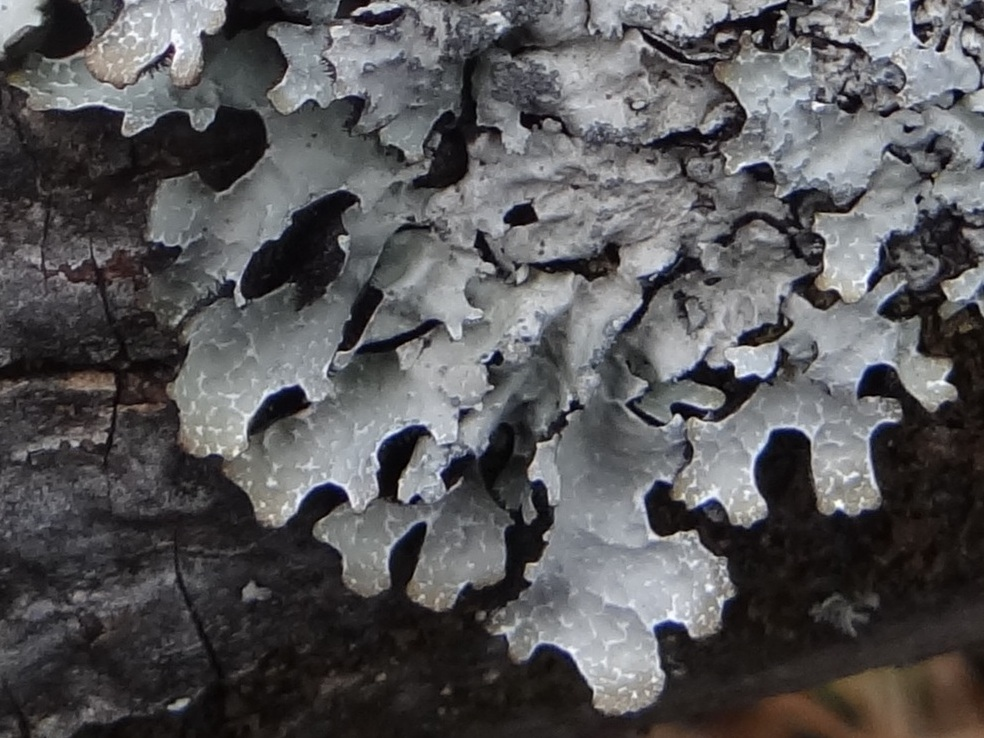
Delikatne pseudocyfelle na odcinkach plechy

Tarczownica bruzdkowana (Parmelia sulcata Taylor) – gatunek grzybów należący do rodziny tarczownicowatych (Parmeliaceae). Ze względu na współżycie z glonami zaliczany jest do porostów.

## Systematyka i nazewnictwo
Pozycja w klasyfikacji według Index Fungorum: Parmelia, Parmeliaceae, Lecanorales, Lecanoromycetidae, Lecanoromycetes, Pezizomycotina, Ascomycota, Fungi.
Synonimy naukowe:
- Imbricaria saxatilis var. sulcata (Taylor) Anzi 1866
- Parmelia saxatilis var. leucochroa Wallr. 1831
- Parmelia saxatilis var. sulcata (Taylor) Nyl.
- Parmelia sulcata var. laevis Nyl. 1860
- Parmotrema sulcatum (Taylor) M. Choisy 1952

Nazwa polska według W. Fałtynowicza.

## Morfologia
Listkowata, rozetkowata lub nieregularna plecha osiąga średnicę do 20 cm i znajdują się w niej glony protokokkoidalne. Brzeg plechy dość gruby. Plecha barwy popielatej lub szaroniebieskawej, głęboko wcinana. Powierzchnia górna rzadko gładka, zazwyczaj dołeczkowano-siateczkowata i występują na niej soralia. Rozgałęzione i wcinane odcinki plechy mają szerokość 2–6 mm i długość 20–50 mm. Brzegi odcinków stykają się z sobą lub dachówkowato zachodzą na siebie, ale czasami są ułożone luźno (oddalone od siebie). Charakterystyczną cechą plechy tarczownicy jest występowanie na jej powierzchni siateczkowatych pseudocyfelli. Soralia mają kształt kolisty, lub wydłużony i tworzą się na brzegach odcinków lub na siateczkowatych wzniesieniach pseudocyfelli. Na dolnej powierzchni plechy, która jest znacznie ciemniejsza od powierzchni górnej, znajdują się liczne czarne chwytniki. Środkowa część dolnej powierzchni plechy jest czarna, natomiast obrzeża są jaśniejsze (brunatne). Izydia maczużkowate do łopatkowatych, lśniące, spłaszczone, ułożone niezbyt gęsto. W białym rdzeniu plechy znajduje się ciągła warstwa glonów.
Lekanorowe apotecja mają średnicę 2–5 mm, występują jednak bardzo rzadko. Na ich czerwonobrunatnym brzegu często występują soralia. W jednym worku powstaje po 8 bezbarwnych, elipsoidalnych zarodników o rozmiarach 13–16 × 6–8 μm. Pyknidia są zanurzone w plesze, występują jednak rzadko.

## Występowanie i siedlisko
Tarczownica bruzdkowana jest szeroko rozprzestrzeniona na całym świecie. Poza Antarktydą występuje na wszystkich kontynentach, zarówno na obszarach o klimacie zimnym i umiarkowanym, jak i na obszarach o klimacie tropikalnym.
Występuje w lasach różnego typu, ale czasami także poza lasami; wyjątkowo na krzemionkowych skałach i na piaszczystych wydmach. Rozwija się głównie na korze drzew liściastych i iglastych, czasami także na butwiejącym drewnie i słomianych dachach. W Polsce występuje pospolicie na terenie całego kraju.

## Znaczenie
Tarczownica bruzdkowana ma zastosowanie w medycynie ludowej i w kuchni. W średniowiecznej praktyce lekarskiej, później zaś w medycynie ludowej, używano jej w leczeniu chorób układu oddechowego i urazów kości czaszki. Górna kora plechy zawiera atranorin, chlorotranorin, w rdzeniu występuje kwas salicylowy. W Kanadzie jest uważana za porost leczniczy.